# 26946 Ziziyu
26946 Ziziyu este un asteroid din centura principală de asteroizi.

## Descriere
26946 Ziziyu este un asteroid din centura principală de asteroizi. A fost descoperit pe 6 aprilie 1997 la Socorro, New Mexico, în cadrul proiectului LINEAR. Asteroidul prezintă o orbită caracterizată de o semiaxă mare de 2,24 ua, o excentricitate de 0,12 și o înclinație de 8,1° în raport cu ecliptica.